# Songye (peuple)
Pour les articles homonymes, voir Songe et Songye.
 (juin 2022).
Si vous disposez d'ouvrages ou d'articles de référence ou si vous connaissez des sites web de qualité traitant du thème abordé ici, merci de compléter l'article en donnant les références utiles à sa vérifiabilité et en les liant à la section « Notes et références ».
Les Songye ou Yembe sont un peuple bantou d’Afrique centrale établi dans le Sud-Est de la République démocratique du Congo, D'après les derniers chiffres connus (1987-1989), ils avoisinaient les 428 000 habitants[réf. nécessaire], répartis dans plusieurs provinces (Lomami, Kasaï-Central et Oriental, Maniema, Sankuru et Tanganyika) ; les villes et cités de Kananga, Mbuji Mayi, Kabinda, Gandajika, Lubao, Lubefu, Lusambo, Samba, Kasongo et Kongolo abritent une partie importante de ce groupe ethnique. Leur mode de vie et souvent exceptionnelle,  un musongye est capable de s'adapter à n'importe quelle langue facilement

## Ethnonymie
Selon les sources et le contexte, on observe plusieurs formes :
- Basonge ou Songe et leurs variantes Basongé, Ba-songhé, Basongo, Basongye, Basongyé, Bassonge, Bassongé, Bassonghé, Songé, Songhé, Songué, Songye, Songyé, Wasonga ;
- Bayembe ou Yembe et leurs variantes Bayembé, Yembé[1].

Les Songe (les habitants s’appellent les Basonge, au singulier : Musonge) est l’appellation officielle de ce groupe car utilisée par l’administration territoriale congolaise qui gère cette population. Les intellectuels ne sont pas en reste comme le professeur d’université, Léon de Saint Moulin : il reprend aussi cette orthographe dans son Atlas des collectivités du Zaïre (Presses universitaires, Kinshasa, 1976) de même que dans son dernier ouvrage, Atlas de l’organisation administrative de la République démocratique du Congo (Cepas-Kinshasa, 2011). Une autre carte de l’Afrique, Ethnolinguistic Map Of The Peoples Of Africa Map (version 1971) du National Geographic, , reprend la même orthographe.

## Histoire
- Si vous ne connaissez pas le sujet, laissez ce bandeau (vous pouvez alors contacter les auteurs).
- Si vous supprimez le contenu mis en cause (vous pouvez préalablement contacter les auteurs),

argumentez précisément cette suppression dans la page de discussion
(un manque de référence n'est pas un argument ; une recherche réelle de référence doit avoir été effectuée, être formellement documentée).
 (juin 2022).
Si vous disposez d'ouvrages ou d'articles de référence ou si vous connaissez des sites web de qualité traitant du thème abordé ici, merci de compléter l'article en donnant les références utiles à sa vérifiabilité et en les liant à la section « Notes et références ».

### Songe ou Songye un terme flou
Il convient de se défaire de toute vision essentialiste telle que celle qu'a développée, il y a près d'un siècle, l'administrateur colonial Edmond Verhulpen (1936) et qu'a continuée, quelques décennies plus tard, Jan Vansina (1965 ; il se départira par la suite de cette interprétation, presque littérale, des mythes). Verhulpen a construit une datation sur base d'informations recueillies auprès de Luba de l'ouest de l'ancien empire Luba situé immédiatement au Sud de la contrée songe ou songye et d'anciens vassaux, des Kalundwe. C’est sur cette base qu’a été construit le mythe de l’origine Songe ou songye du royaume luba.
En réalité, il n'est pas évident de dire depuis quand les ‘Songe’ (Songye dans la littérature internationale) existent . Fort probablement, dans l'extension que nous donnons aujourd'hui à ce terme, n'existent-ils que depuis la fin du XIXe siècle, quand les arabisés puis le colonisateur popularisèrent ce terme pour désigner les populations qui se reconnaissent cette identité aujourd'hui .
Les premières mentions d’une appellation approchant est mfisonge puis Wasonge faite par Hamed ben Mohammed el-Murjebi alias Tippo Tip. Elle renvoie à une première rencontre datant du milieu de la deuxième moitié du XIXe siècle mais mise par écrit dans ses mémoires seulement au tout début du XXe siècle (Bontinck 1974 : 41-157, à la fin du XIXe-début du XXe siècle, l’ethnonyme connaissait déjà, à peu près, son extension actuelle ). Ces mémoires sont publiés pour la première fois en 1908 en Allemagne (traduction allemande juxtaposée au texte original en kiswahili ; Bontinck 1974 pour une traduction française abondamment commentée). Si, à l’origine, l’appellation ‘Songe’ désignait tout ou partie de la portion de la contrée songe actuelle à l’est de la rivière Lomami (Hamed ben Mohammed el-Murjebi dans Bontinck 1974 : 86 & 93 ), elle est, progressivement, au fur et à mesure que les razzias des arabisés et de leurs affidés locaux s'étendaient, utilisée pour désigner, également, à l’ouest de cette imposante rivière, un ensemble de populations mal-définies qui se disaient, pour certaines d’entre elles au moins, (Ba)Yembe et dont les arabisés vont faire la cible de razzias les menant toujours plus à l'Ouest. Aujourd’hui, elles sont identifiées et s’identifient comme Songye pour l'ouest et songe pour l'Est ou rive droite de la Lomami.
On voit donc que l’appellation ‘Songe’ a véhiculé plusieurs significations différentes au fil du temps. Aussi est-il délicat de dire les Songye ou songe ont jadis fait ceci ou cela, tout simplement parce que nous ne savons pas qui étaient ces gens.
De même, il est difficile de dire, sur le plan politique, que les Songe ou Songye ont fait telle ou telle chose, tout simplement parce que la contrée songe ou songye ou actuelle comprend une quarantaine ou une cinquantaine de groupements administratifs (soit une quarantaine de chefferies à l’époque pré-coloniale) selon l’extension que l’on donne à la contrée songe ou songye d’aujourd’hui. On peut se demander si, autrefois (et même aujourd’hui encore), un Songe ou Songye n’a pas généralement autrement conscience des chefferies songe ou Songye éloignées de la sienne que par la connaissance de leur nom. Cela est d’autant plus vrai pour la diaspora (souvent ne connait-il même pas cette dénomination pour plusieurs chefferies/groupements – parfois même pour la majorité d’entre elles/eux).
Il n’est rien, excepté un découpage administratif (dont les contours sont souvent flous en termes d’identité ethnique) ou politique contemporains, qui permette de singulariser ‘la contrée songe’ actuelle de toutes les contrées avoisinantes, que ce soit sur le plan culturel (hormis des spécificités locales qui sont propres à certains groupes songe ou songye mais pas à tous, il n’est pas de soi-disant spécificités songe ou Songye qui soient caractéristiques de l’ensemble des Songe ou Songye et qui ne soient pas partagées avec tout ou partie[s] d’autres ‘groupes ethniques’) ou autres.

### Approche par la langue
Les linguistes considèrent cependant que les Songye possèdent leur propre langue. Cela est vrai aujourd’hui mais par le passé, antérieurement à la colonisation ? Dès le début, l’administration coloniale a voulu contrôler les mouvements des populations, déplaçant des populations qu’elle jugeait nombreuses là où elle le souhaitait (comme les Luba du Kasaï dans la zone cuprifère du Katanga), en enfermant d’autres, jugées démographiquement trop faibles, dans leurs Territoires (découpages administratifs inférieurs à la province). Si l’ethnie n’a aucun sens du point de vue administratif, elle reste, pour le colonisateur, fortement imprégné, à l’époque de la colonisation et du découpage administratif, du concept de ‘nation’, un moyen pratique et conforme à ses aprioris d’aborder et de classer la diversité humaine. En témoigne l’ouvrage de Maes, J. & O. Boone publié en 1935 : Les peuplades du Congo belge : nom et situation géographique, tandis qu’au Musée royal de l'Afrique centrale à Tervuren, on classe les objets récoltés jadis dans la colonie par ‘ethnie’.
Le découpage (toujours rudimentaire et approximatif) de la linguistique s’appuyait, surtout dans les premières décennies du Congo belge mais aussi tout au long de la colonisation, sur un découpage administratif sur lequel elle venait, souvent avec l’ethnologie, apposer un vernis de scientificité et de crédibilité. Si les linguistes et les anthropologues (ex-ethnologues) sont plus prudents aujourd’hui et mentionnent avec précision le ou les lieux de leur(s) récolte(s) de vocabulaire ou de descriptions de modes de vie, ils n’en gardent pas moins la tendance à généraliser leurs propos à l’ensemble de ‘l’ethnie’ telle qu’elle est reconnue officiellement.
Si l’on accepte l’idée qu’il existe (ou plutôt qu’il existait) des langues discontinues et non une profusion continue de dialectes, il est aisé d’entendre qu’il résulte des analyses de la linguistique comparée (lexicostatistique) que la langue la plus proche du kisongye (la langue des Songye) est le kiluba (la langue parlée dans l’ancien royaume luba du Katanga) (plus de 70 % de termes de bases communs ; Bastin et al. 1983 : 189 ; Bastin et al., 1999). Il s’agit donc de parlers relativement récents dont la séparation pourrait tout de même dater d’il y a plusieurs siècles.

### Une culture difficile à définir
Ainsi que déjà dit, il est impossible de définir une culture proprement songye, d’autant plus que les limites exactes de ce groupe sont floues. On peut néanmoins distinguer un ensemble de croyances et de pratiques communes, grosso modo, à l’ensemble des populations de la zone linguistique L dans la classification de Greenberg.
Il en va de même pour les structures politiques. Dans un vaste espace qui va du grand cours d’eau Luvua, continué, là où il se déverse, par la rivière Lualaba sur plusieurs centaines de kilomètres, au – pour une partie au moins – Kasaï oriental et, peut-être, Occidental, il s’est répandu une structure politique dont les traits communs étaient la division entre chefs de terre/chef des gens (les premiers, pensés comme les premiers arrivants, investissant les seconds) et la rotation entre les lignages possédant le droit aux mêmes titres.
Chez les Songye notamment, le mandat de ces titres est (ou était) déterminé par l’héritage du droit à y accéder et la rotation entre ces lignages pour l’accession au titre de fumu ekuilu y est (ou était) courte aussi, de deux à dix ans, car, même avec un mandat aussi bref, il faut (ou fallait) normalement près, voire plus, d’un siècle pour qu’un même lignage ait à nouveau le droit de donner un fumu ekuilu .
Après avoir été ekuilu, le fumu devient (ou devenait) honoraire, il garde (ou gardait) la plupart de ses insignes, en particulier chez les Songye à l’est de la Lomami, une longue canne (± 2 mètres), il s’agit d’une fine tige en bois (lisse au contraire de celle du cite, sorte de premier ministre, qui est faite d'un bois plus épais, épineux et plus foncé), elle se termine, à son extrémité inférieure, par un bulbe et, au point le plus bas de celui-ci, un morceau de caoutchouc, ce dernier permettant à la canne de rebondir aux côtés du fumu qui marche, agitant ainsi les ferrailles qui la décorent de-ci de-là et produisant un son semblable à celui de maracas métalliques.

### Influences arabe et occidentale
Quand les "arabisé"s ont commencé à exploiter l’est de la contrée songye actuelle, sous l’impulsion et la direction de Hamed ben Mohammed el-Murjebi alias ‘Tippo Tip’ qui l’avait ‘découverte’ et commencé son exploitation peu avant le dernier quart du XIXe siècle, au contraire de leur habitude, ils pratiquèrent, peu au début et de moins en moins, le commerce de l’ivoire mais, toujours davantage, son extorsion. Lors de celle-ci, il s’emparait des esclaves nécessaires à sa logistique, principalement au transport des pointes d’ivoire. Il est possible que, dans certains cas, une certaine collaboration ait existé avec le chef local, qui pouvait ainsi se débarrasser d’ennemis politiques et d’éléments turbulents.
Dès 1874, les Occidentaux commencent à pénétrer dans ce que l’on appelle aujourd’hui la contrée songye à l’ouest de la rivière Lomami. Ils constatent d’ores et déjà des pillages et ravages de groupes associés aux arabisés (Merriam 1974 : 18). Quelques années plus tard, ils arrivent dans la contrée dite aujourd’hui songye par l’Ouest tandis que les ravages humains qu’y causent les affidésEn 1885 est créé l’État des arabisés (notons qu’ils sont essentiellement issus de la contrée dite à présent songye) y sont de plus en plus importants. Ils tuent beaucoup de gens dans les villages qu’ils détruisent et pillent, faisant des individus les plus compétents à cet égard des esclaves (homme ou femme), voire des soldats. Trois raisons peuvent expliquer cette situation qui est vite dramatique pour ceux qui habitent à l’ouest de la rivière Lomami :
- les Occidentaux ont un intérêt politique à présenter les arabisés (désormais leurs concurrents pour l’exploitation de la région) comme des esclavagistes,
- les affidés des arabisés ne voyaient un intérêt personnel dans leur activité que dans l’acquisition de personnes, l’ivoire n’ayant de valeur que pour les arabisés (il leur permet seulement d’acquérir leur confiance et, surtout, des fusils à piston),
- les Anglais ayant contraint le sultan de Zanzibar à interdire l’esclavage, le prix des esclaves monte en flèche sur le marché noir, rendant ce commerce attractif.

Les Occidentaux (pour la plupart des Belges travaillant pour Léopold II, à titre personnel), voyant les conséquences effroyables de ces pratiques et les utilisant pour discréditer les arabisés, retournèrent, à leur profit, les anciens affidés esclavagistes des arabisés et, avec leur aide, chassèrent les arabisés de la contrée dite aujourd’hui songye.
Entretemps, à la suite de l'état dans lequel les razzias des affidés des arabisés les avaient mis, les populations, essentiellement, de la partie à l’ouest de la rivière Lomami de la contrée songye connurent une épidémie de variole.
En 1885 est créé l’État indépendant du Congo (EIC) à titre personnel, pour Léopold II (aussi roi des Belges) mais l’EIC ne conquit la contrée dite aujourd’hui ‘songye’ qu’en 1892 lorsqu’elle chassa définitivement les Zanzibarites (un prédateur en chassait l’autre).
L'exploitation sauvage de l’État qu’il avait créé (mis en exergue à la suite du scandale dit « des mains coupées ») et son incapacité à le gérer sans l’aide de la Belgique le contraindra à la laisser annexer l’EIC en 1908.
Depuis la colonisation, le destin des populations songye se mêle, toujours davantage, à celui des autres populations de la colonie puis nation dans laquelle elles ont été intégrées. Le seul évènement notable connu (ou, plus exactement, reconstruit) spécifique à la contrée dite aujourd’hui songye est l’apparition de l’association masquée bwadi bwa bifwebe vers la fin du XIXe siècle au plus tôt, vers les années 1920 au plus tard (Merriam 1978 :69-73, Mestach 1985 : 19 et Hersak 1986 : 72 & 173). Si entre les deux guerres mondiales, l’association masquée est fortement présente à l’ouest de la Lomami (Mestach 1985 : 16-7 et Hersak 1986 : 71-114). À l’orée des années 1970, le bwadi bwa bifwebe n’est plus vraiment présent qu’à l’est de la rivière Lomami qui divise approximativement, la contrée songye en deux (Hersak 1986 : 41-112). Lors de la dernière décennie du XXe siècle, la société n’était plus présente que dans le sud-est de la contrée dite aujourd’hui ‘songye’.
Probablement, à l’origine, un mouvement de résistance au colonialisme et à l’acculturation qu’il entrainait et favorisait, il est vite connu des Européens qui s’intéressent rapidement au masque en lui-même. Celui-ci devient au fil des décennies un objet touristique et même, aujourd’hui, emblématique de la contrée dite aujourd’hui ‘songye’ et, parfois, de l’Afrique centrale pré-coloniale tout entière.
On ne sait pas non plus ce qu’a vécu l’une ou l’autre des populations songye, et a fortiori ce que les unes et les autres ont pensé, de la brève indépendance katangaise (1960-1963) . Certaines populations songye sont katangaises, la majeure partie d’entre elles, situées au Kasaï oriental, quelques-unes au Maniéma, non.
En 1991-1993, un épisode de la lutte entre le président Mobutu et son principal opposant de l’époque (mais aussi, en 1992 et 1993, son premier ministre), E. Tshisekedi, affecta grandement la contrée songye. Mobutu fit jouer le gouverneur du Katanga et un influent leader politique de cette province (à l’époque ‘Région’), Nguza Karl-I-Bond, qui fut premier ministre plusieurs fois, notamment en 1991 et 1992, contre le kasaïen Tshisekedi. Concrètement, furent renvoyés au Kasaï des milliers d’habitants du Katanga, principalement des villes minières du sud du Katanga où, avec d’autres mais de façon moins massive, les avait ‘importés’, plus d’un demi-siècle plus tôt, le colonisateur belge car, pour lui, ce n’était que des choses. Cette volonté de purification ethnique du Katanga eu deux effets sur la contrée songye. Le premier fut malheureux, bien sûr : ce sont, par exemple, ces centaines de malheureux réfugiés à Kabinda (beaucoup sont restés au sud du Katanga, parqués dans des camps à proximité des gares à attendre des trains qui ne sont jamais venus). Le second, au contraire, fut tout autre. Si, d’habitude, des Songye partaient pour la ville, cette fois c’était la ville qui venait dans la contrée songye, apportant à tous les niveaux un peu de son mode de vie. Ainsi, par exemple, des réfugiées avaient ouvert un petit bar chez le groupe songye Ilande. Mais personne ne portait les espérances d’une vie meilleure davantage que Mulenda Mbo. Ancien directeur de la Gécamine, il anticipa la chasse aux Kasayens et vint s’installer à Kabinda, principale ville songye. Il ne vint pas seul, il emmena avec lui des dizaines de véhicules lourds et entreprit de réfectionner la contrée songye. Las, en dépit de quelques succès, le beau rêve s’évanouit quand les véhicules vinrent à manquer de pièces de rechange. Très momentanée dans ses effets, cette arrivée avait suscité davantage d’espoirs que de succès à long terme.
En 1995, les premières incursions militaires contre un régime mobutiste finissant se font jours. Dans la contrée songye, Mobutu fait alors appel aux Angolais de l’UNITA de Jonas Savimbi, qu’il avait toujours soutenu. Les soldats de l’UNITA sont casernés à Kabinda. S’ils ont mené quelques combats aux environs de Kabinda, les Songye de cette petite ville retenaient surtout que ces soldats avaient beaucoup fréquenté la gent féminine locale et, le taux de prévalence du S.I.D.A. étant alors de 90% en Angola, ils s’attendaient à une recrudescence locale de cette infection.
En 1996, la guerre de libération de l’AFDL au cours de laquelle Laurent-Désiré Kabila a renversé Mobutu et son régime, puis, fin des années 1990-début 2000, la ‘deuxième guerre du Congo’ qui l’opposa au Rwanda causèrent beaucoup de torts aux Songye habitant leur contrée.
Durant la deuxième partie des années 1990 et jusqu’à aujourd’hui, des seigneurs de guerre qu’on a regroupés sous l’étiquette générale de Maï-Maï ont causé beaucoup de morts, de la pauvreté et de nombreux déplacements de la population songye (résidant dans sa contrée) vers les villes.
Une diaspora songye de plus en plus importante au fil des ans, surtout depuis l’indépendance, se retrouve tant dans les villes de la RDC qu’à l’étranger. Pour eux, être Songye c’est surtout appartenir à une communauté de langue et participer à une fraternité d’entraide (mariage, naissance, deuil, collation des grades académiques mais aussi visites des malades et des prisonniers).

## Culture
(juin 2022).
Si vous disposez d'ouvrages ou d'articles de référence ou si vous connaissez des sites web de qualité traitant du thème abordé ici, merci de compléter l'article en donnant les références utiles à sa vérifiabilité et en les liant à la section « Notes et références ».
Les ‘Songye’, tout à la fin du XXe siècle, étaient, pour la majorité de ceux qui occupaient encore la contrée dite aujourd’hui ‘Songye’, des agriculteurs (les cultures principales étaient le manioc, le maïs et l’arachide) et, accessoirement, quand il y avait encore du gibier là où ils habitaient, des chasseurs.
Les ‘Songye’ vivaient alors dans des villages situés le long des routes. Ceux-ci, à l’opposé de ce qu’ils avaient été avant la colonisation, étaient permanents.
Si les ‘Songye’ vivaient, tout à la fin du XXe siècle, dans des demeures rectangulaires (mur en terre séchée, voire en briques de même matière pour les moins pauvres, toits en paille séchée – tôle pour ceux qui peuvent se le permettre et le veulent), ce modèle architectural est récent : il fut apporté par les zanzibarites et popularisé par les arabisés à la fin du XIXe siècle. Auparavant, les populations dites aujourd’hui Songye logeaient dans une case circulaire faite tout entière de paille séchée (sorte de meule de foin creuse). Ils sont passés (au moins certains d’entre eux), au tout début du XXe siècle, par un modèle rectangulaire entièrement recouvert de paille (Schmitz dans Van Overberg 1908 : 177). Le fait d’utiliser de la terre au cours du début du XXe siècle permet à leurs habitations de durer plus longtemps (sans que cette longévité soit celle de la brique cuite), elle va de pair avec une fixation des gens sur les mêmes lieux de résidences aux époques coloniales et post-coloniales.
Les ‘Songye’ sont patrilinéaires, mais à côté du lignage kabinebine (vrai, authentique : strictement patrilinéaire), un individu est aussi membre, à titre secondaire, des patrilignages de ces 7 autres grands-parents.
Cela est important pour le mariage car, à moins d’une faille dans la mémoire collective (ce qui est généralement le cas au-delà de deux ou trois générations pour tous les lignages sauf le lignage kabinebine pout lequel on est capable, très souvent de remonter jusqu’à huit générations, voire davantage), celui-ci est prohibé dans ces huit lignages-là.
C’est aussi important dans le cadre du système politique d’origine pré-coloniale (confer infra). On hérite généralement d’une charge dans son patrilignage kabinebine mais il n’est pas rare de rencontrer des cadets occuper une charge pour l’un de ses lignages autres que le kabinebine, voire des aînés ambitieux désirant une charge plus prestigieuse que posséderait l’un des 7 autres lignages auxquels il est rattaché, (dans les faits, le plus souvent, celui de sa mère) et qui finissent par l’obtenir, – a fortiori, dans celles des anciennes chefferies qui pratiquent désormais des intronisations multiples simultanées (plusieurs ba-fumu, plusieurs chefs du système politique d’origine pré-coloniale investis en même temps).
Les fondements de la croyance magico-religieuse d’origine pré-coloniale étaient (sont souvent encore) la croyance en la magie bénéfique (pratiquée par le nganga) et la magie maléfique (pratiquée par le ndoshi – qui acquiert le masende par initiation, souvent forcée ou possède le buci). Toutefois, la distinction est souvent floue : un bon nganga est amené à se confronter magiquement avec le magicien maléfique qu’il a identifié comme étant celui qui s’attaque à son client. Cette confrontation suppose qu’il maîtrise, davantage que son adversaire, la magie maléfique de sorte que s’établisse entre eux une sorte d’équilibre de la terreur : si le ndoshi continue de s’attaquer magiquement au client du nganga, ce dernier s’attaquera à lui. C’est pourquoi on juge si efficace un toni-toni : un grand maître de la magie maléfique qui cesse de se mettre à son service et la retourne contre elle-même.
Ces pratiques pouvaient être sous-traitées à des statues anthropomorphes (confer supra).
Ils avaient aussi autrefois la croyance en un dieu unique et désintéressé du monde qu’il avait créé, Efile Mukungu. De nos jours, ce terme sert à désigner le dieu chrétien.
Ils croient toujours à la survivance des bikudi (sg. : kikudi ; une sorte d'âme) des ancêtres défunts, dont ils pensaient jadis qu’ils allaient, pour un temps, se reposer avec Efike Mukulu dans ses villages dans un monde aquatique situé sous une terre plate. Par la suite ils remontaient vers le monde des hommes pour se réincarner dans les fœtus des femmes enceintes. En effet, les femmes enceintes allaient se baigner dans les rivières là où il y avait des tourbillons dans l’eau, c’est par là que les bikudi étaient censés remonter du monde aquatique des morts pour se réincarner dans le corps d’un enfant à naître Cette conjonction, s’identifiait par le rêve, par la divination : elle nécessitait parfois une nouvelle identification, lors d’un accouchement difficile, car une identification correcte était nécessaire pour qu’il y ait un accouchement sans problème. Aujourd’hui on continue de croire à la réincarnation des bikudi/âmes mais dans un monde métaphysique chrétien.
Pendant les premières années de sa vie, on le considérait comme un ancêtre revenu sur terre et on faisait tout pour le convaincre d’y rester.
Ces conceptions n’étaient pas spécifiques aux populations dites ‘Songye’ et se retrouvaient, grosso modo, au moins (cela mériterait une étude spécifique), chez la plupart des populations dont la langue est classée dans le groupe L selon la classification de Guthrie.
Sur ces fondements de nombreuses pratiques (chacune d’elles n’était pas caractéristique de l’ensemble des populations dites aujourd’hui ‘Songye’) se sont élaborées. Il semble que la plupart répondaient à des besoins du moment (celui-ci durait généralement plusieurs années et même, souvent, plus d’une décennie). Il y avait donc comme un effet de mode dans ces pratiques (celles décrites par Merriam en 1974 [pour les années 1959-1960] n’existaient plus dans les années 1990 et les pratiques dont il est fait écho avant la seconde guerre mondiale sont différentes encore. Il faut toutefois dire que, à l’époque coloniale, l’action des missionnaires, souvent appuyée par l’administration qui en faisait de même, et, après l’indépendance, des mouvements autochtones chrétiens qui visaient à détruire toutes marques d’attachement aux croyances d’origine pré-coloniale, ont largement contribué à notre ignorance actuelle.
Deux phénomènes semblent toutefois plus persistants, les conceptions relatives aux jumeaux d’une part, la fabrication de statues et statuettes anthropomorphes dotées d’une puissance magique d’autre part. La naissance de jumeaux, voire davantage, requérait un rituel spécial, ce qui était célébré ici c’était la multiparité. Une telle naissance était vue comme une bénédiction particulière des ancêtres. Une célébration particulière avait lieu lors de la naissance. Elle mobilisait tout le village. Au moins l’est de la contrée dite aujourd’hui songye, un enclos était construit pour ceinturer la case où avait eu lieu la naissance. Des chants spécifiques étaient entonnés à cette occasion. Ces chants licencieux célébraient la puissance sexuelle du couple, particulièrement du père. Il aurait été, et est toujours, particulièrement inconvenant d’entonner ces chants à une autre occasion. Les jumeaux étaient spécialement distingués lors du rituel particulièrement festif qui avait lieu lors de la nouvelle lune. À cette occasion, tout quiconque qui le souhaitait était oint de kaolin (poudre blanche d’argile). Cette onction marquait la bénédiction des ancêtres dont les jumeaux étaient une preuve particulièrement éclatante. Divers obligations et pouvoir les caractérisaient également.
Il subsiste encore de nos jours une ancienne association entre le politique et la gémellité mais que les populations ‘songye’ ne savent plus, autant que l’on sache, expliquer aujourd’hui. C’est fort probablement parce que les deux manifestent une élection par les ancêtres défunts.
Encore une fois ce culte de la gémellité, s’il prend parfois des formes spécifiques, n’est pas propre aux populations dites aujourd’hui Songye. Par exemple, entre autres, les populations luba, tant au Katanga qu’au Kasaï , accordent une importance particulière à la gémellité via des rites grosso modo similaires, notamment en ce qu’elle peut avoir partie liée avec les structures politiques d’origine pré-coloniale et pré-Zanzibarites.
	Les ‘Songye’ sont très connus pour leurs statues, grandes (environ 70 à 90 centimètres de haut, parfois moins ; collectives) ou petites (généralement moins de 35 centimètres, dans certains cas moins de 10 ; individuelles).
En réalité, la plupart des statues que l’iconographie nous permet de connaître aujourd’hui sont d’origine kalebwe (ekie et ilande également, sanga, mona et tempa aussi, qui sont des groupes voisins, tous occupent la partie occidentale de la contrée Songye et les sculpteurs photographiés par Hersak sont kalebwe pour deux d’entre eux, le troisième étant ciofwe – une chefferie voisine qui, à l’époque du père de Lumpungu, et à la suite d'une dispute, s’est rendue indépendante de la chefferie Kalebwe) tandis que les statuettes viennent, dans la large majorité des cas, des populations à l’est de la Lomami et des groupes kalebwe qu’on trouve sur la rive orientale de cette rivière. Quelques statues très particulières opéraient dans un registre spécifique dans une zone très localisée et une époque précise à l’est de la contrée dite aujourd’hui Songye (Hersak 1986 : 160. 162-3).
Il semble donc qu’il n’y a pas eu un foyer unique, dans le temps et l’espace, d’existence des statues et statuettes de puissance mais plusieurs, pas nécessairement identiques dans leur contenu précis, mais s’appuyant sur un contenant grosso modo similaire. C’est en amalgamant ces dernières qu’on participe, à son insu, à la réification de l’identité songye contemporaine car vos propos et, surtout, l’iconographie qu’ils accompagnent sont alors compris comme l’apport de ‘preuves’ matérielles (‘indiscutables’) à l’appui d’une réalité ethnique contemporaine.
Aujourd’hui les populations dont il est question ici sont majoritairement chrétiennes mais continuent d’attribuer leurs malheurs à la « sorcellerie » (pensée comme LA pratique magico-religieuse d’origine pré-coloniale).

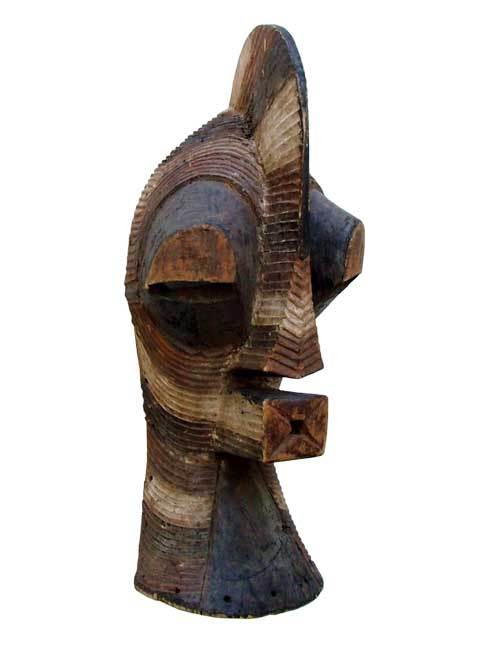
Masque masculin Songye.
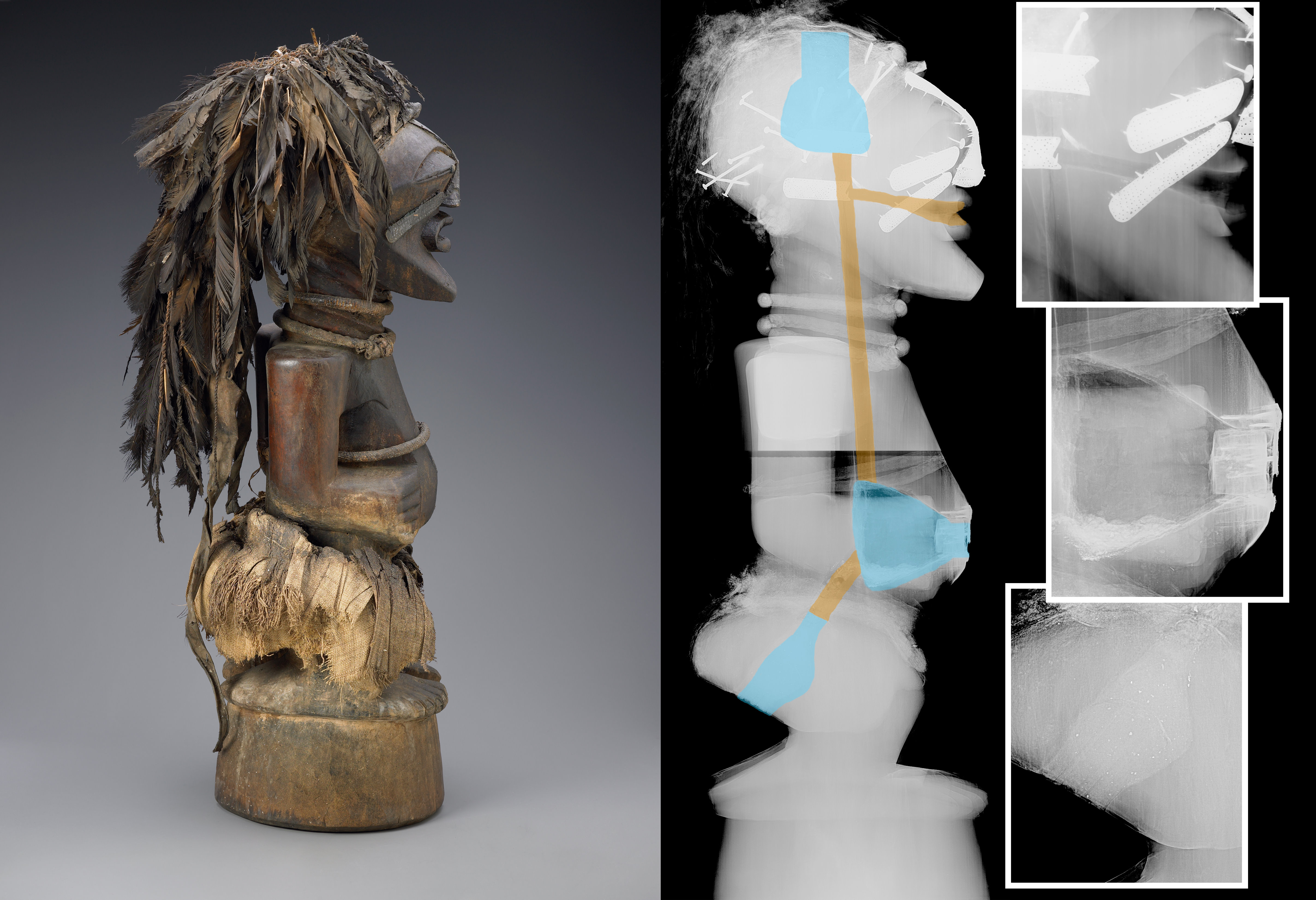
Image radiographique d'une statuette votive Songye de la collection du musée d'art d'Indianapolis.
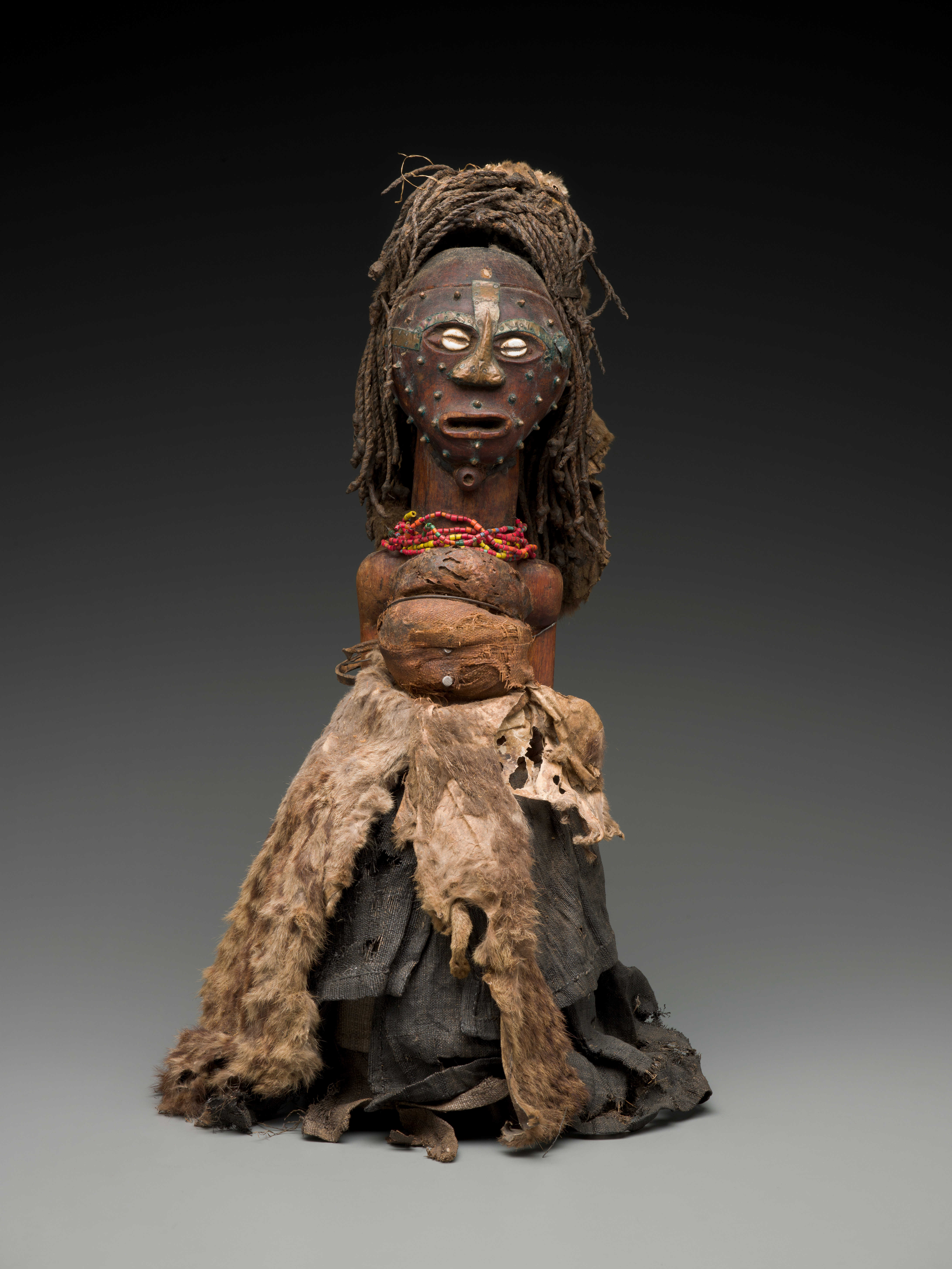
Statue songye, musée d'art d'Indianapolis